# Dương Quỳnh Hoa
Dương Quỳnh Hoa (1930-2006) va ser un membre notable del Front d'Alliberament Nacional del Vietnam del Sud durant la Guerra del Vietnam i membre del seu govern provisional, exercint de membre del gabinet.

## Primers anys
Va nàixer el 1930 al si d'una família de classe alta del sud, que havia estat afrancesada durant l'època colonial. Després de completar els seus estudis secundaris al Vietnam, es va traslladar a París als anys cinquanta, on es va interessar per la ideologia comunista. En acabar la carrera, va tornar al sud del Vietnam, que amb la partició del Vietnam després de la batalla de Dien Bien Phu i la Conferència de Ginebra havia passat a formar part de la República anticomunista del Vietnam. Durant aquest període de finals de la dècada de 1950 i principis de la de 1960, Hoa va espiar pels comunistes, mentre socialitzava amb l'elit de Saigon en festes amb el cercle intern del president Ngo Dinh Diem i els assessors estatunidencs al Vietnam, que eren aliens al fet que la classe alta del sud era comunista.
Durant aquest temps, va ser membre fundadora del Front Nacional per a l'Alliberament del Vietnam del Sud, conegut popularment com el Viet Cong, que es va crear el 1960.

## Activitats en temps de guerra
A principis de 1968, quan va esclatar l'ofensiva del Tet, Hoa i el seu marit, matemàtic, van fugir de Saigon a un amagatall del Viet cong a la jungla. Allà, el fill de la parella va morir d'encefalitis. Tot i que mai no es va recuperar de la pèrdua personal, va mostrar un rostre valent en una entrevista amb el periodista estatunidenc Stanley Karnow, i va dir que el seu fill era "només un entre milions".
Va ser nomenada ministra de salut del Viet cong al seu Govern Revolucionari Provisional, un òrgan que es va crear per ordre del Vietnam del Nord per donar legitimitat política del Viet cong. Va ser nomenada "heroïna de la revolució". De la seva participació amb el Viet cong, va dir el 1981: "No teníem més remei. Vam haver de desfer-nos dels estrangers".

## Crítica al comunisme
Després de la guerra, va administrar un hospital infantil a la recentment rebatejada ciutat de Ho Chi Minh (prèviament Saigon).
Després de la presa de control comunista, Hoa eventualment es va convertir en una crítica vocal del domini comunista. Va afirmar: "vam guanyar, però no crec que haguem assolit els nostres objectius. Hi ha hagut massa errors".
Hoa també va atacar els quadres que més tard es van traslladar al sud després de la reunificació i van dominar la classe dirigent comunista, que considerava poc atenta a les característiques i sensibilitats regionals del sud. Va ser particularment crítica amb els programes de col·lectivització forçosa de la terra, i va assenyalar que alguns camperols del sud van anar al Vietcong a causa de la seva política de reforma agrària, mentre que el Vietnam del Sud havia estat partidari de polítiques de terra que eren favorables a la noblesa terrestre. Dels habitants del nord que governaven el sud, va expressar el seu menyspreu i va dir que "es comporten com si ens hagueren conquerit". Aleshores, el fracàs de la collita d'arròs i la disminució de les racions d'aliments havien vist nivells rècord de desnutrició a l'hospital que dirigia.